# Klaksvík
Klaksvík is qua inwoneraantal de tweede stad van de Faeröer. De stad ligt op het eiland Borðoy, een van de noordelijkst gelegen eilanden van de Faeröer (in het Faeröers: Norðoyar). De stad heeft 4645 inwoners en is een deel van de gemeente Klaksvíkar kommuna. De postcode van Klaksvík is FO 700. De voetbalclub van Klaksvík is KÍ Klaksvík (Klaksvíkar Ítróttarfelag). De Norðoyatunnilin, een tunnel onder de zee naar Leirvík werd in april 2006 geopend.
In het stadsmuseum is de tweede boot van ontdekkingsreizigster en onderneemster Aina Cederblom, de Rospiggen 2, tentoongesteld.

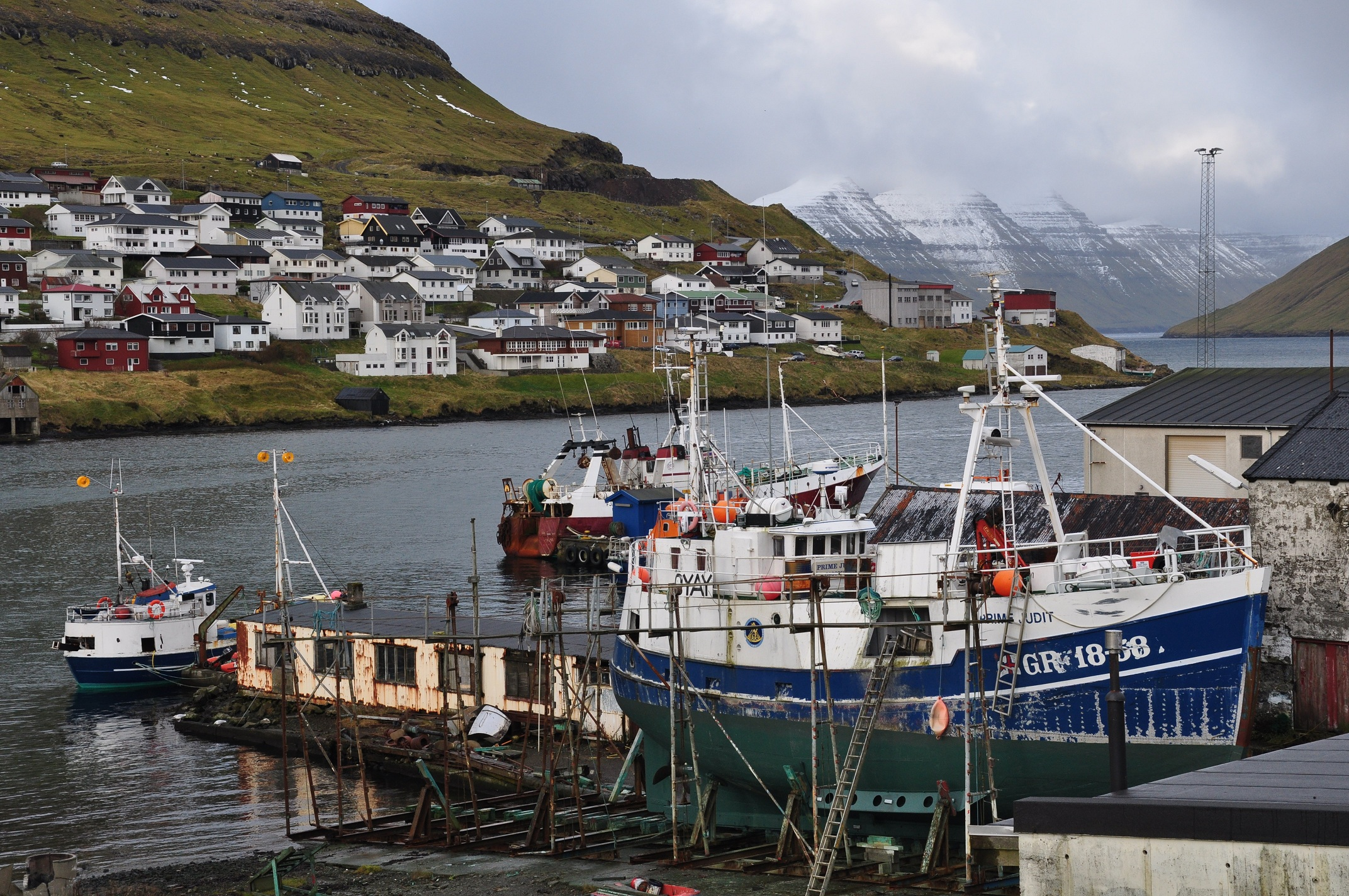
Tafereel in de haven

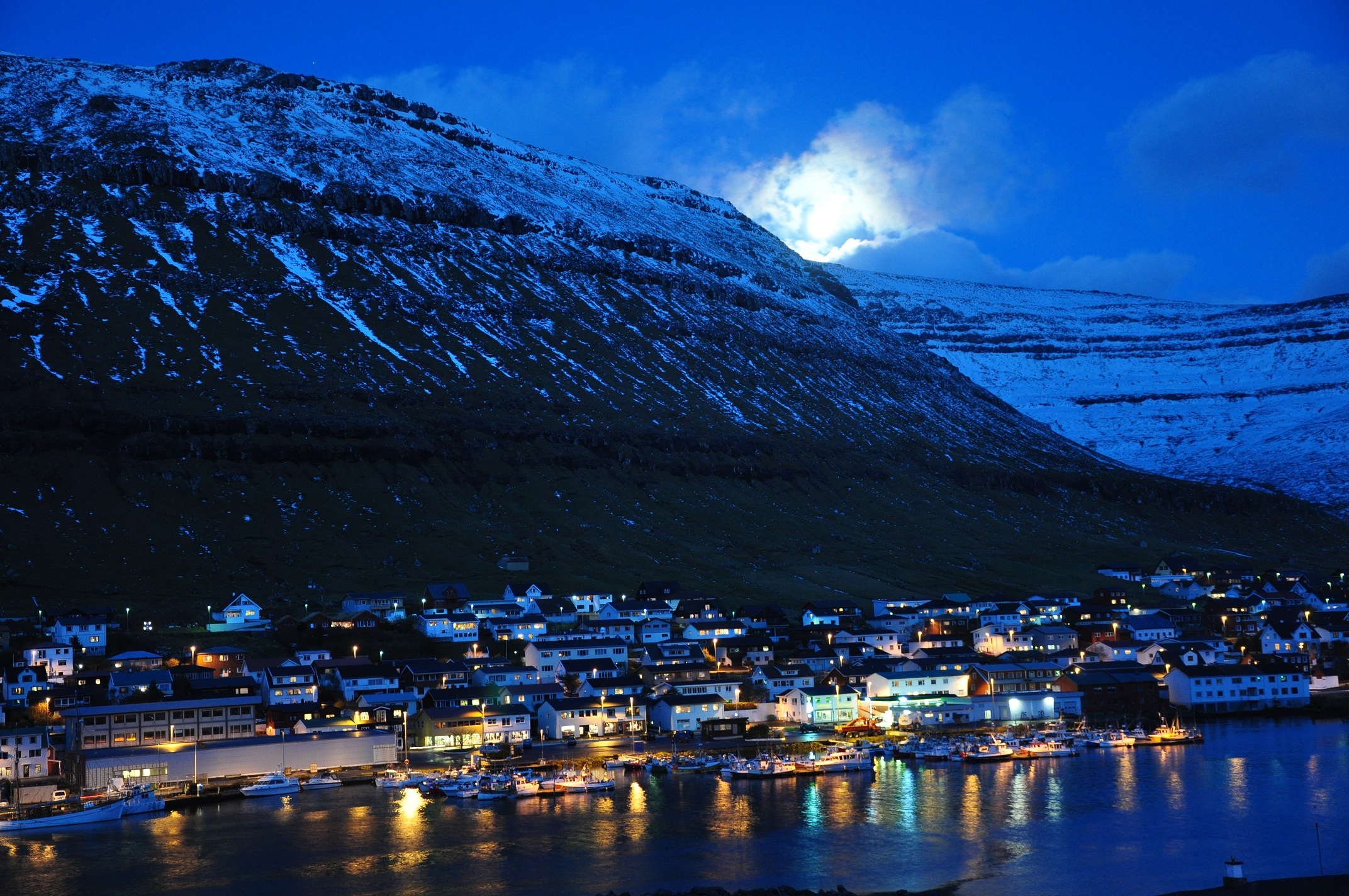
Maan boven Klaksvík

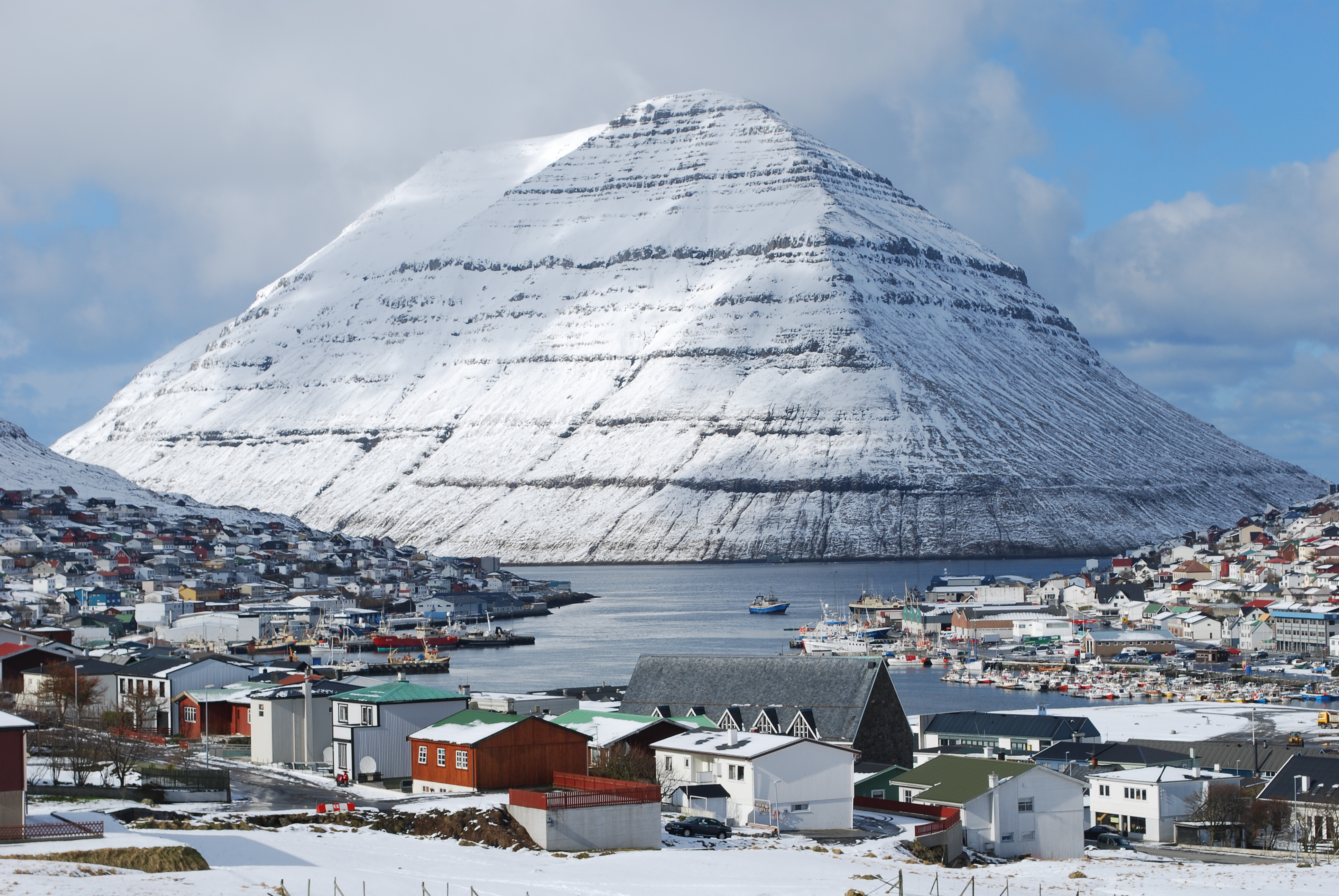
Klaksvík in de winter

## Stedenbanden
- Kópavogur, (IJsland)
- Norrköping, (Zweden)
- Odense, (Denemarken)
- Tampere, (Finland)
- Trondheim (Noorwegen)